# Ferdinand Piercot
Guillaume Ferdinand Joseph Piercot, né à Bruxelles, le 12 septembre 1797 et décédé à Liège le 9 décembre 1877, était un homme politique belge à tendance libérale.

## Biographie
Guillaume Ferdinand Joseph Piercot est le fils de Jean Baptiste Joseph Piercot et de Jacqueline Thérèse Ruelens.
Docteur en droit, Ferdinand Piercot devient avocat et avoué près la cour d'appel de Liège. Il est trois fois bourgmestre de Liège, en 1842-1852, en 1862-1867 et en 1870-1877. Il est aussi ministre de l’intérieur dans le gouvernement de Brouckère de 1852-1855.
Il est inhumé au Cimetière de Robermont à Liège.

## Distinctions
- Grand-croix de l'ordre du Christ

## Hommages
- Buste de Ferdinand Piercot (1871), par le sculpteur Léon Mignon, au Musée de l'Art wallon, à Liège.
- Le boulevard Piercot de Liège porte son nom.